# Siebert Rock
Der Siebert Rock (spanisch Roca Siebert; in Argentinien Islote Negro, spanisch für Schwarze Insel) ist ein Klippenfelsen vor der Danco-Küste des Grahamlands auf der Antarktischen Halbinsel. Er liegt vor dem südwestlichen Ausläufer der Lemaire-Insel in der Einfahrt zum Lientur-Kanal.
Teilnehmer der 6. Chilenischen Antarktisexpedition (1951–1952) benannten ihn nach Korvettenkapitän Ernesto Siebert, Ingenieur an Bord des Transportschiffs Angamos bei dieser Forschungsreise. Das UK Antarctic Place-Names Committee übertrug die chilenische Benennung 1978 ins Englische.